# 野ばと
『野ばと』（のばと、チェコ語: Holoubek）作品110 B.198は、アントニン・ドヴォルザークが作曲した交響詩。

## 概要
ドヴォルザークは1896年のはじめに最初の3作品の交響詩を仕上げた後、数か月の時間を空けて4作目となる本作に取り掛かった。1896年10月から11月にかけて作曲されたこの作品は、1897年1月に改訂された後の1898年3月20日にブルノでレオシュ・ヤナーチェクの指揮により初演された。
先行する3曲同様、曲の筋書きはカレル・ヤロミール・エルベンのバラード集『花束』中の一片である同名の詩から採られている。楽曲は葬送行進曲の間にスケルツォが挟まれる形式となっている。

## あらすじ
ある女が夫に毒を盛って亡き者にし、そのすぐ後に別の男と結婚する。1羽の鳩が夫の墓の上にとまり毎日のように悲しい歌を歌う。良心の呵責に耐えかねた女はついに自殺を図り、川に身を投げて溺れてしまう。

## 演奏時間
約19分半。

## 楽器編成
フルート2（うち1人はピッコロ持ち替え）、オーボエ2、コーラングレ、クラリネット2、バスクラリネット、ファゴット2、ホルン4、トランペット2、トロンボーン2、バストロンボーン（テューバ持ち替え）、ティンパニ、トライアングル、タンバリン、シンバル、大太鼓、ハープ、弦五部。

## 楽曲構成
初版楽譜では話の筋書きと共に曲を5つの部分に分けて解説している。
Andante, Marcia Funebre 4/4拍子 ハ短調
夫の棺の後を若い未亡人が嘆きつつ涙ながらについて歩いてくる。葬送の開始を告げるホルンと太鼓の合図に続き、若く美しい未亡人の主題が奏でられる（譜例1）。
厳粛な雰囲気で進んでいたはずの葬送であったが、トランペット、フルート、第2ヴァイオリンによって導入される嘲笑するような2つ目の主題により、未亡人の涙が偽りであることが暗示される。
Allegro - Andante 2/4拍子 イ長調
陽気で裕福な農夫が現れ、未亡人を慰めて自分と結婚するように説得する。オーケストラ本体から離れた場所に配置されたトランペットにより、好青年が現れて未亡人に近づく様が表現される。
再び葬送行進となるが、フルートの三連符により未亡人が明るさを取り戻す様子が描かれる。
Molto vivace - Allegretto grazioso 3/4拍子 ハ長調
未亡人が男の求婚を受け入れ喜ばしい婚礼となる。この部分はトリオ付きのスケルツォであり、登場人物を表す主題の展開により構成される。
Andante 4/4拍子 ヘ短調
毒殺された元の夫の墓には、オークの木の若葉が影を落としている。その枝に1羽の鳩が佇み、悲しげにさえずっている。その哀調を帯びた鳴き声は罪深い女の心に刺さり、やがて罪の意識に苛まれた女は近くの水辺で自ら命を絶つ。木管楽器と弦楽器による鳩の鳴き声を表す不気味な音響の中で、バスクラリネットが譜例2をヘ短調で再現する。ドヴォルザークはスケルツォ部でこの主題に触れないでおくことで再現時の劇的性格を強調している。さらにホルンが同主題を繰り返しながら高まっていき、頂点のフォルティッシッシモに到達すると急速に静まっていく。
Andante, Tempo I - Più Lento 4/4拍子 ハ短調
エピローグ。譜例1の葬列の主題が回帰するが、今度は女の葬儀である。ヴァイオリン独奏のレチタティーヴォが挿入された後、鳩の鳴き声の音型が聞こえて譜例2が一度大きく奏されるがただちに静まり、やがて弱音器を付けたヴァイオリンが譜例2を奏でる。エルベンの原作は女に情けをかけていないが、ドヴォルザークは最後に鳩の声を回想しながらハ長調へと解決させることで、女が赦されたことを暗に示しつつ曲を閉じている。